# Brian Oddei
Brian Safo Oddei (Accra, 18 febbraio 2002) è un calciatore ghanese naturalizzato italiano, attaccante svincolato.

## Biografia
Nato ad Accra, all'età di 11 anni si è trasferito in Italia precisamente a Maranello in cui ha mosso i primi passi nel settore giovanile. L’anno successivo dopo essere stato osservato da diversi osservatori, tra cui quelli del Manchester United arriva al Sassuolo un cui rimarrà fino all’esordio in prima squadra.
.

## Caratteristiche tecniche
È un'ala destra rapida e scattante che può essere impiegata anche in posizione più centrale.

## Carriera
Dopo il suo arrivo in Italia gioca un anno nel Maranello e dopo essere stato notato da vari osservatori come alcuni del Manchester Utd passa alle giovanili del Sassuolo. Dopo aver giocato fuori quota in Primavera debutta in prima squadra il 10 gennaio 2021 rimpiazzando Mert Müldür al 73' dell'incontro di Serie A perso 3-1 contro la Juventus.
Il 31 agosto 2021 viene ceduto in prestito al Crotone.
Il 31 gennaio 2022 fa ritorno al Sassuolo.
Milita nei neroverdi sino al 15 febbraio 2023 (trovando poco spazio), giorno in cui viene ceduto in prestito ai croati del Rudeš.

## Statistiche

### Presenze e reti nei club
Statistiche aggiornate al 18 aprile 2023.
| Stagione        | Squadra         | Campionato      | Campionato | Campionato | Coppe nazionali | Coppe nazionali | Coppe nazionali | Coppe continentali | Coppe continentali | Coppe continentali | Altre coppe | Altre coppe | Altre coppe | Totale | Totale | Totale |
| Stagione        | Squadra         | Comp            | Pres       | Reti       | Comp            | Pres            | Reti            | Comp               | Pres               | Reti               | Comp        | Pres        | Reti        | Pres   | Reti   |        |
| --------------- | --------------- | --------------- | ---------- | ---------- | --------------- | --------------- | --------------- | ------------------ | ------------------ | ------------------ | ----------- | ----------- | ----------- | ------ | ------ | ------ |
| 2020-2021       | Sassuolo        | A               | 5          | 0          | CI              | 1               | 0               | -                  | -                  | -                  | -           | -           | -           | 6      | 0      |        |
| 2021-gen. 2022  | Crotone         | B               | 11         | 0          | CI              | -               | -               | -                  | -                  | -                  | -           | -           | -           | 11     | 0      |        |
| gen.-giu. 2022  | Sassuolo        | A               | 2          | 0          | CI              | 0               | 0               | -                  | -                  | -                  | -           | -           | -           | 2      | 0      |        |
| Totale Sassuolo | Totale Sassuolo | Totale Sassuolo | 7          | 0          |                 | 1               | 0               |                    | -                  | -                  |             | -           | -           | 8      | 0      |        |
| 2022-2023       | Rudeš           | 2.HNL           | 4          | 0          | CC              | 0               | 0               |                    | -                  |                    | -           | -           | -           | 4      | 0      |        |
| Totale carriera | Totale carriera | Totale carriera | 22         | 0          |                 | 1               | 0               |                    | -                  | -                  |             | -           | -           | 23     | 0      |        |